# Cortile (Carpi)
Cortile è una frazione del comune di Carpi, in provincia di Modena, di circa 1 000 abitanti. Ubicata ad est del suo capoluogo ne dista oltre 5 km, fa di essa una delle frazioni più lontane, alcune località come Motta e San Martino arrivano ad essere distanti oltre 10 km da Carpi. Il paese ha un'economia prettamente agricola specializzata nell'allevamento zootecnico, in frutteti e vigneti. Anche la ricezione agrituristica e ristorazione qualificata ha avuto un notevole sviluppo negli ultimi anni.

## Storia
In base alle tracce archeologiche rinvenute ed ai percorsi viari della centuriazione, è possibile far risalire l'origine della frazione di Cortile all'epoca romana.
Nel 1800 cortile fu comune indipendente.

## Monumenti e luoghi d'interesse
- Chiesa di San Nicola di Bari. L'antica pieve è ricordata nel XII secolo. La chiesa recente, intitolata a San Nicola di Bari, è stata progettata dall'architetto Achille Sammarini nel 1872 in stile eclettico ottocentesco, ispirato ai modelli del '400 lombardo. La decorazione dell'interno, in stile rinascimentale, è stata eseguita da Lelio Rossi. Conserva opere in scagliola dell'Ottocento e il dipinto della Sacra Famiglia e santi di Albano Lugli (anno 1897), oltre a dipinti antichi provenienti dalla precedente chiesa, come una Madonna e Santi di Ercole Procaccini, una Santa Lucia di scuola emiliana del XVI secolo. Il campanile è l'unico elemento rimasto della chiesa antica e presenta caratteri quattrocenteschi.[2]